# Україна на зимових Олімпійських іграх 2002
Україна брала участь у Зимових Олімпійських іграх 2002 року в Солт-Лейк-Сіті (США) втретє за свою історію, але не завоювала жодної медалі.